# Aragarças
Aragarças este un oraș în Goiás (GO), Brazilia. 